# Heure aux Pays-Bas
| Bleu clair | Heure d'Europe de l'Ouest / Temps moyen de Greenwich (UTC)                                     |
| Bleu       | Heure d'Europe de l'Ouest / Temps moyen de Greenwich (UTC)                                     |
| Bleu       | Heure d'été d'Europe de l'Ouest / Heure d'été du Royaume-Uni / Heure normale d'Irlande (UTC+1) |
| Rouge      | Heure normale d'Europe centrale (UTC+1)                                                        |
| Rouge      | Heure d'été d'Europe centrale (UTC+2)                                                          |
| Jaune      | Heure normale d'Europe de l'Est / Heure de Kaliningrad (UTC+2)                                 |
| Ocre       | Heure normale d'Europe de l'Est (UTC+2)                                                        |
| Ocre       | Heure d'été d'Europe de l'Est (UTC+3)                                                          |
| Vert       | Heure de Moscou / Heure en Turquie (UTC+3)                                                     |
| Turquoise  | Heure en Arménie / Heure en Azerbaïdjan / Heure en Géorgie (UTC+4)                             |

Aux Pays-Bas, l'heure standard est l'heure normale d'Europe centrale (UTC+1). L'heure d'été est observée du dernier dimanche de mars (02h00 CET) au dernier dimanche d'octobre (03h00 CEST).

## Histoire
UTC+00:20 a été utilisé aux Pays-Bas du 1er mai 1909 au 16 mai 1940, où il était connu sous le nom de Amsterdam Time ou Dutch Time.
Lorsque L'Allemagne a occupé les Pays-Bas pendant la Seconde Guerre mondiale, Heure de Berlin a été adoptée, et cela a été conservé depuis.

## IANA Time Zone Database
Le tz database contient une zone pour les Pays-Bas dans le fichier zone.tab, nommée Europe/Amsterdam.